# ۷۶۷ (خورشیدی)
۷۶۷ هفتصد و شصت و هفتمین سال هجری خورشیدی است.